# Ataxia (gruppo musicale)
Gli Ataxia sono stati un gruppo experimental rock/rock psichedelico attivo solo nel 2004 formato da John Frusciante (Red Hot Chili Peppers) alla chitarra, sintetizzatori e voce, Josh Klinghoffer (ex membro dei Red Hot Chili Peppers) alla batteria e voce, e Joe Lally (Fugazi) al basso.
Hanno pubblicato un solo album Automatic Writing, uscito per l'etichetta Record Collection nel 2004 e prodotto da Ian MacKaye. Nel 2007 è stato poi pubblicato AW II, secondo album contenente materiale registrato durante la lavorazione di Automatic Writing

## Il nome
Il nome del gruppo deriva dalla fusione delle parole Atari e Galaxian; il primo si riferisce alla vecchia console di videogiochi; il secondo fa riferimento ad un vecchio videogioco. La passione di Frusciante per i vecchi videogiochi ha evidentemente caratterizzato la scelta del nome della band. In greco, ataxia indica anche la mancanza di ordine: alfa privativo e tàxis (ordine, legge). Il termine indica la patologia per cui diventa impossibile controllare il proprio corpo nei movimenti.

## Formazione
- John Frusciante - chitarra, sintetizzatori e voce
- Joe Lally - basso, voce
- Josh Klinghoffer - batteria, voce

## Discografia
- 2004 - Automatic Writing
- 2007 - AW II